# 童子軍廟
22°55′05″N 120°16′48″E / 22.91811°N 120.28004°E
童子軍廟位在臺灣臺南市歸仁區，主祀的「童子軍」（大童子君）與附近的武當山上帝廟玄天上帝有一段爭地的故事。該廟原本是一小祠，後來因玄天上帝指示而重建，並題上「道教發源地」五字，有相互護持道教道統之意。

## 沿革

### 立廟傳說
童子軍廟相傳建於明嘉靖五年（1526年），但此說有學者認為仍待商榷。主神大童子君據說是當地牧童，本名賴安邦，明正統四年（1439年）生。據說他相當聰明，與其他牧童遊戲都能取勝，且能像行軍佈陣一般地指揮牛羊。後來在16歲時去世，葬於今武當山上帝廟一帶，得到風水寶地之助而成仙，經過修練之後，附近小廟皆聽其號令。某日玄天上帝經過，也看上同塊風水寶地，結果雙方發生衝突。後來經過大崗山觀音菩薩調停，該地由玄天上帝蓋廟，但另擇廟後「牛奶堀（窟）」，蓋廟奉祀牧童，是為童子軍廟。觀音並指示牧童再修行百年之後受封為先鋒主帥，歸玄天上帝統轄。

### 發展
童子軍廟建立後，信徒在到武當山上帝廟參拜後，也常順便到童子軍廟參拜，使兩廟共享香火。民國九十六年（2007年），武當山上帝廟玄天上帝指示要重建童子軍廟，兩年後（2009年）落成安座。

## 祀神
童子軍廟內除了與玄天上帝爭地的大童子君外，另外還供奉二童子君、三童子君。二童子君據說來自沙崙農場內某一小廟之神，三童子君則是二仁溪上游（高雄市境內）山中某小廟之神，都與大童子君是結拜兄弟，後來也都歸玄天上帝管轄。